# Ancylorhynchus cambodgiensis
Ancylorhynchus cambodgiensis är en tvåvingeart som beskrevs av Tomasovic 2007. Ancylorhynchus cambodgiensis ingår i släktet Ancylorhynchus och familjen rovflugor.
Artens utbredningsområde är Kambodja. Inga underarter finns listade i Catalogue of Life.